# Agriocnemis dabreui
Agriocnemis dabreui är en trollsländeart som beskrevs av Fraser 1920. Agriocnemis dabreui ingår i släktet Agriocnemis och familjen dammflicksländor. IUCN kategoriserar arten globalt som livskraftig. Inga underarter finns listade i Catalogue of Life.